# 사토 토시야
사토 토시야(일본어: 佐藤 寿也)는 미쓰다 다쿠야의 만화 〈메이저〉 및 만화를 원작으로 한 만화 애니메이션 〈메이저〉에 등장하는 가공의 인물이다.

## 성우
- 애니메이션 성우 ( ~ 초등학생) : 오오우라 후유카
- 애니메이션 성우 ( 중학생 ~ ) : 모리타 마사카즈

## 프로필
- 포지션 : 포수·투수(휘문고에서 미후네 동중전 최종회에만)
- 투타 : 우투우타
- 등번호
  - 12(요코하마 리틀)
  - 2(토모노우라중, 카이도고교)
  - 14(도쿄 자이언츠, 인디애나 호네츠)
  - 24(월드컵 일본대표)
- 생일：1974년 12월 13일
- 혈액형：AB형
- 신장/체중：184cm/85kg
- 출생지：카나가와 현

## 인물
주인공 시게노 고로의 최초의 야구 친구이자 일생의 라이벌이며 유일무이의 친구인 강한 어깨와  강타(强打)한 천재 포수이다. 냉정하고 침착한 성격으로 두뇌가 명석하며, 치밀한 리드로 상대를 농락하지만, 자기 꾀에 스스로 넘어간 적도 있다. 평상시에는 상냥한 고로의 좋은 이해자이지만 고로와 상대할 때는 심보가 나빠진다. 요코하마 리틀에서 요코하마 시니어에 가지 않고, 토모노우라중의 연식 야구부에 있었던 것을 제외하고, 야구인으로서 엘리트 코스를 걷고 있어 항상 역경이 닥치는 고로와 대조적이다. 성격적인 면, 환경적인 면에 있어서 고로와는 정반대이지만 야구에 대한 열정은 두 사람 모두 똑같다는 점이 두 사람을 강하게 유대시킨다. 
좋게 봐서도, 나쁘게 봐서도 현실주의자이기 때문에 종종 심하게 냉정한 말을 해, 일시적으로 고로와 대립하거나 고로의 감정을 자극시킨 적도 있다. 그러나, 그러한 도발적인 말과 행동은 결과적으로 고로의 투지를 불러 일으키게 하는 계기가 된다. 고로의 투쟁심이 플러스로 작용하면 토시야가 일단 겁을 먹게 되지만, 일단 투쟁심이 과열되면 멈출 수 없고, 결국 무너진다는 ‘제 칼날의 검’으로 이용하는 토시야의 두뇌 작전이라고 말할 수 있다. 그러나 고로와의 대결에서 초반은 거의 토시야의 예측대로 일이 진행되지만, 곧 냉정함을 회복하는 고로로 인하며 결국 토시야의 꾀는 통하지 않게 된다. 겉으로 보면 보면 천재기질로 고로와 비교해보면 노력하고 있지 않아 보이지만 천재적 능력 이상 자기 억제적인 면이 강해서 고로에게도 지지 않는 노력가이다. 배팅 센터에서 날아오는 공을 목장갑으로 잡는 연습을 계속해서, 중학생 시절에는 고로가 던진 공을 맨손으로 잡은 적도 있다.
가족들이 자기만 남겨놓고 수학여행때에 야반도주한 것이 정신적 외상이 되어 중학생 시절에는 성격이 비뚤어지게 되었다. 특별히 진로에 관해서는 항상 학교 전교 1, 2위의 성적과 관계 없이 도움을 주는 조부모님에게 부담이 되지 않도록 그리고 자신을 버린 가족들과 다시 만나고 싶다는 바람에 가장 효율적인 방향으로 프로 야구 선수가 되기 위해, 카이도 고등학교의 특별우대생이 되는 것에 비정상적인 집념을 태워서, 진로 지도에서 담임이 우려를 표한 적도 있다.
작품 안에는 굴지의 강타자로, 가장 필요한 때에는 반드시 홈런을 치는 초일류의 파워 타자이다. 대체로 성적이 침체한 후 3타석, 4타석 이후에는 홈런 등 한방을 쳐낸다.
2부에 들어서 공개된 아들 사토 히카루가 있으며 아내와의 불화로 헤어져있는 상태다. 또한 절친의 아들인 시게노 다이고의 포수 포지션 트레이닝을 지도하고있다. 선수은퇴 후 해설가로 자리잡은듯.